# Нала (Цар Лъв)
Нала е измислен герой, който се появява в „Поредицата Цар Лъв“, част от света на Уолт Дисни 32-рия в анимационния филм „Цар Лъв“ (1994). Озвучената от американска актриса, Мойра Кели, лъвица и се очертава като по-малко известни герой продължения на филма „Цар Лъв II:Гордостта на Симба“ (1998) и „Цар лъв 3: Хакуна матата“ (2004). В оригиналния филм, малката Нала е озвучена от актрисата Никета Калам, докато певци са Лора Уилямс и Сали Дворски, Възрастната Нала е озвучена от Мойра Кели.
Нала е въведена като дете, най-добрият приятел на Симба, и в крайна сметка става негова съпруга до края на филма “Цар Лъв". Няколко години по-късно чичото на Симба Скар убива бащата на баща му Муфаса и узурпира трона, Нала отчаяно бяга в джунглата, за да намери помощ. След неочаквана среща с порасналия Симба, който тя отдавна мисли за мъртъв, Нала го насърчава да се върне в Лъвските земи и да свали чичо си и в крайна сметка да стане крал. След като Симба сваля чичо си Скар от трона и се възкачва на трона. Нала става кралица, няколко месеца по-късно тя ражда Киара, чиято история е разказана в Цар Лъв 2: Гордостта на Симба. По-късно ражда и второто си дете Кайон, чиято история се разказва в „Пазител на Лъвските земи“.
Нала е най-важният женски герой в „Цар Лъв“. Поради факта, че филмът е вдъхновен от Уилям Шекспир и трагедията „Хамлет“. Много от ранните концепции, за Нала в крайна сметка са се отказали, включително и тази за мъртвия и брат и баща и. Нала също се появява и в сериала „Пазител на Лъвските земи“, като актрисата Габриел Юниън заменя Мойра Кели като озвучител на Нала.

## Външен вид

### Филм и телевизия
Малката Нала дебютира в „Цар Лъв“ (1994), като най-добрият приятел на Симба, като тя често го придружава в приключенията му в Лъвските земи. Симба кани Нала да посетят забраненото Слонско гробище с него, въпреки че баща му Муфаса му забранява. Но не подозира че чичо му Скар праща трио хиени да убият Симба, за да подобри шансовете си да стане крал, но в крайна сметка Симба и Нала са спасени от Муфаса. На следващия ден, обаче, Нала разбира че Симба и Муфаса са умрели по време на паническо бягство на Антилопи. След смъртта на Муфаса, Скар узурпира трона. След няколко години на тираничното управление на Скар, Лъвските земи почти обезлюдяват и настъпва суша. Нала бяга към Джунглата за да намери помощ, след като се опитва да изяде Пумба, но тогава разбира че Симба е жив и здрав. Симба защитава Пумба от Нала. Тя успява да убеди Симба да се върне в Лъвските земи и да свали от трона чичо си Скар и да стане крал. След като Скар разбира че Симба е жив се опитва да го направи виновен за смъртта на Муфаса, който всъщност е убит от Скар. След Скар признава че той е убил брат си Муфаса. Тогава започва битката на Симба и Лъвиците срещу Скар и Хиените. В края на краищата Симба побеждава чичо си Скар и го хвърля от скалата. След това Симба е обявен за крал, а Нала за кралица.
Във втория филм „Цар Лъв 2: Гордостта на Симба“ (1998), Нала се появява в по-малко важна роля, като кралицата на Лъвските земи и майката на Киара, енергичната дъщеря на Симба и любовното приключение на Киара когато тя среща Кову-син на Скар, по-голямата част от героите са същите като в първия филм.
Актрисата Габриел Юниън, озвучава Нала в сериала Пазител на Лъвските земи, през 2016, който е предшестван от филма Пазител на Лъвските земи:Завръщането на Рева (2015 г.) които са фокусирани около второ-родното дете на Симба и Нала, Кайон които е назначен за лидер на Лъвската стража, отряд отговорен за опазването на кръговрата на живота в Лъвските земи.

## Озвучители
Американски озвучители 
- Младата Нала – Никета Калам
- Възрастната Нала – Мойра Кели (в Цар Лъв и Цар Лъв 2), Габриел Юниън (в Пазител на Лъвските земи), Бионсе Ноулс (Цар лъв (филм, 2019)

Български озвучители
Нала във филмите „Цар Лъв“ е озвучена от Петя Абаджиева и Йоанна Падешка.